# Lijst van schaatsrecords 2×500 meter vrouwen
Dit is een overzicht van de ontwikkeling van de schaatsrecords op de 500 meter vrouwen.

## Ontwikkeling wereldrecord 500 meter
| Nr. | Naam                | Land             | Tijd    | Datum            | Baan           |
| --- | ------------------- | ---------------- | ------- | ---------------- | -------------- |
| 1.  | Svetlana Zjoerova   | Rusland          | 79,300  | 15 maart 1996    | Hamar          |
| 2.  | Catriona LeMay-Doan | Canada           | 72,260* | 28 december 1997 | Calgary        |
| 3.  | Catriona LeMay-Doan | Canada           | 74,720* | 9 maart 2001     | Salt Lake City |
| 4.  | Jenny Wolf          | Duitsland        | 74,420* | 10 maart 2007    | Salt Lake City |
| 5.  | Heather Richardson  | Verenigde Staten | 74,190* | 28 december 2013 | Salt Lake City |
| 6.  | Femke Kok           | Nederland        | 73,970* | 15 februari 2025 | Heerenveen     |

* → gereden met de klapschaats

## Ontwikkelingolympischrecord 500 meter
| Nr. | Naam                | Land       | Tijd    | Datum               | Baan           |
| --- | ------------------- | ---------- | ------- | ------------------- | -------------- |
| 1.  | Catriona LeMay-Doan | Canada     | 76,660* | 13-14 februari 1998 | Nagano         |
| 2.  | Catriona LeMay-Doan | Canada     | 74,750* | 13-14 februari 2002 | Salt Lake City |
| 3.  | Lee Sang-hwa        | Zuid-Korea | 74,740* | 11 februari 2014    | Sotsji         |

N.B. De dubbele 500 meter stond van 1998 tot en met 2014 op het olympisch programma
* → gereden met de klapschaats

## OntwikkelingNederlandsrecord 500 meter
| Nr. | Naam              | Tijd    | Datum               | Baan           |
| --- | ----------------- | ------- | ------------------- | -------------- |
| 1.  | Christine Aaftink | 81,080  | 16 maart 1996       | Hamar          |
| 2.  | Andrea Nuyt       | 80,090* | 18 december 1997    | Heerenveen     |
| 1.  | Marianne Timmer   | 78,150* | 13-14 februari 1998 | Nagano         |
| 2.  | Marianne Timmer   | 77,260* | 12 maart 1999       | Heerenveen     |
| 4.  | Andrea Nuyt       | 76,350* | 9 maart 2001        | Salt Lake City |
| 5.  | Andrea Nuyt       | 75,370* | 13-14 februari 2002 | Salt Lake City |
| 7.  | Margot Boer       | 75,320* | 28 december 2013    | Heerenveen     |
| 9.  | Femke Kok         | 74,445* | 27 december 2020    | Heerenveen     |
| 10. | Femke Kok         | 73,970* | 15 februari 2025    | Heerenveen     |

* → gereden met de klapschaats

## Ontwikkeling wereldrecord laaglandbaan 500 meter (officieus)
| Nr. | Naam                | Land       | Tijd   | Datum               | Baan       |
| --- | ------------------- | ---------- | ------ | ------------------- | ---------- |
| 1.  | Svetlana Zjoerova   | Rusland    | 79,300 | 15 maart 1996       | Hamar      |
| 2.  | Catriona LeMay-Doan | Canada     | 76,660 | 13-14 februari 1998 | Nagano     |
| 3.  | Svetlana Zjoerova   | Rusland    | 76,340 | 25 december 2005    | Moskou     |
| 4.  | Wang Beixing        | China      | 76,100 | 30 januari 2007     | Changchun  |
| 5.  | Jenny Wolf          | Duitsland  | 75,620 | 8 maart 2008        | Nagano     |
| 6.  | Lee Sang-hwa        | Zuid-Korea | 75,340 | 24 maart 2013       | Sotsji     |
| 7.  | Margot Boer         | Nederland  | 75,320 | 28 december 2013    | Heerenveen |
| 8.  | Lee Sang-hwa        | Zuid-Korea | 74,740 | 11 februari 2014    | Sotsji     |
| 9.  | Femke Kok           | Nederland  | 74,445 | 27 december 2020    | Heerenveen |
| 10. | Femke Kok           | Nederland  | 73,970 | 15 februari 2025    | Heerenveen |

N.B. Een laaglandbaan is een ijsbaan die beneden de 500 meter boven de zeespiegel ligt.